# 17e corps (Royaume-Uni)
Pour les articles homonymes, voir 17e corps d'armée.
Le XVIIe corps britannique est une unité militaire du Royaume-Uni, plus spécifiquement un corps de commandement de l'armée de terre britannique (British Army).

## Histoire
Le XVIIe corps britannique fut formé en France en janvier 1916 sous les ordres du lieutenant-général Julian Byng. En avril 1917, le corps attaqua à l'est d'Arras près de la rivière Scarpe mais s'enlisa dans la pluie et la neige. Cependant, il réussit à maintenir la ligne à Arras jusqu'en 1918, puis rompit la ligne principale Hindenburg à son point le plus fort en septembre 1918.

## Commandement
- Janvier - mai 1916 : Lieutenant général Sir Julian Byng [3]
- Mai 1916 - novembre 1918 : Lieutenant général Sir Charles Fergusson[2]